# Biserica „Sfânta Treime” din Dezghingea
Biserica „Sf. Treime” este o biserică amplasată în Dezghingea, Găgăuzia, Republica Moldova. Este un monument arhitectural de importanță națională inclus în Registrul monumentelor Republicii Moldova ocrotite de stat cu nr. 243 (raionul Comrat). Datează din 1870.